# Badylarka pospolita
Badylarka pospolita (Micromys minutus) – gatunek ssaka z podrodziny myszy (Murinae) w obrębie rodziny myszowatych (Muridae), występujący w Eurazji.

## Zasięg występowania
Badylarka pospolita występuje od północnej Hiszpanii i Wielkiej Brytanii na wschód przez Europę, Rosję i Kazachstan po północną Mongolię, Chińską Republiką Ludową, Koreę i Japonię.

## Taksonomia
Gatunek po raz pierwszy zgodnie z zasadami nazewnictwa binominalnego opisał w 1771 roku niemiecki przyrodnik Peter Simon Pallas nadając mu nazwę Mus minutus. Holotyp pochodził z Uljanowska, z obszaru środkowego biegu rzeki Wołga, w Rosji.
Obecnie uważa się, że populacje M. minutus w południowo-wschodniej Azji i południowo-zachodniej Chińskiej Republiki Ludowej reprezentują odrębny gatunek, ale potrzebne są dodatkowe okazy i ocena, aby to potwierdzić i granice rozmieszczenia między tymi dwoma taksonami. Autorzy Illustrated Checklist of the Mammals of the World uznają ten takson za gatunek monotypowy.

### Etymologia
- Micromys: gr. μικρος mikros „mały”; μυς mus, μυος muos „mysz”[39].
- minutus: łac. minutus „mały”, od minuere „zmniejszyć się”[40].

## Morfologia

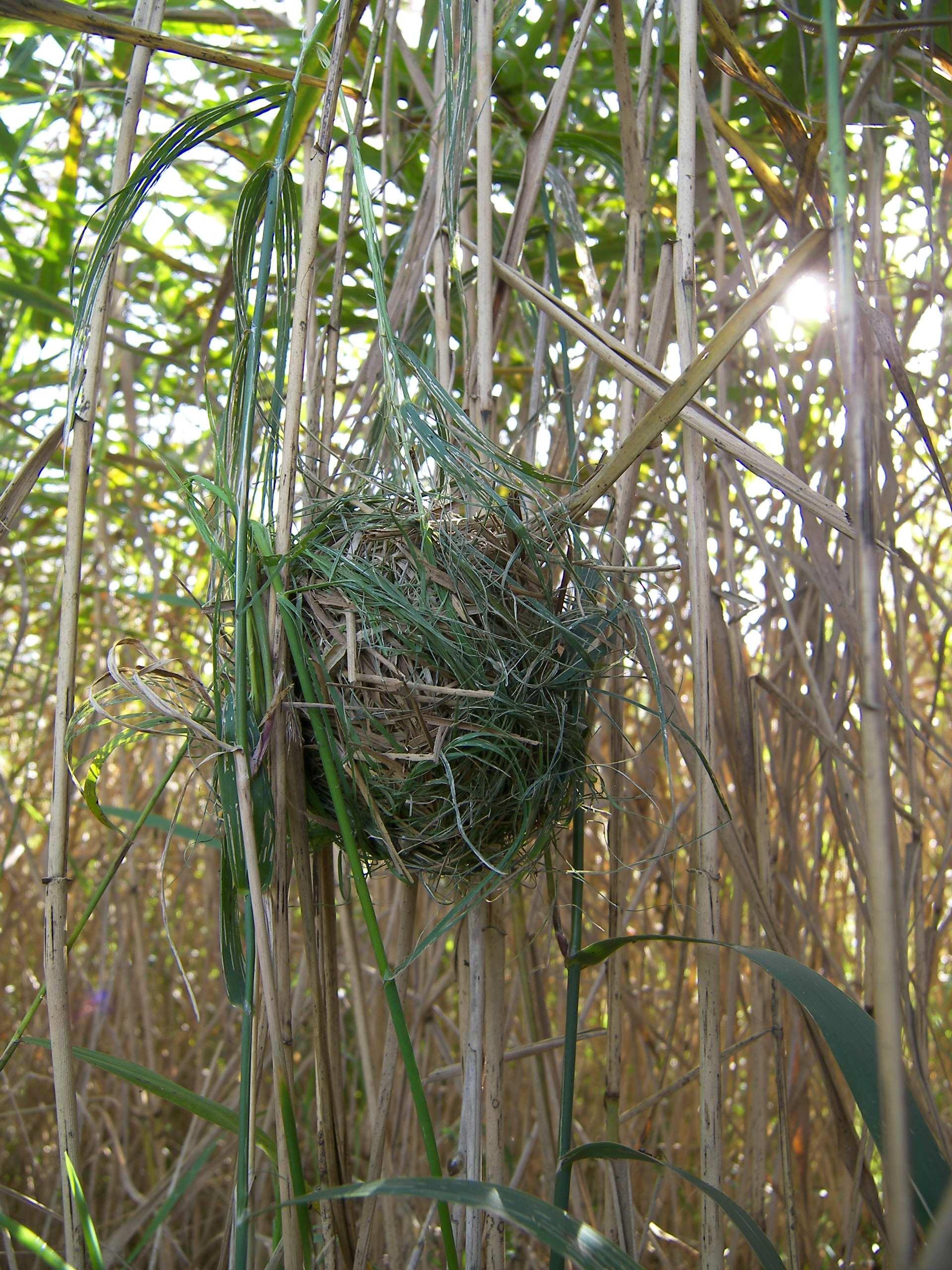
Gniazdo badylarki

Długość ciała (bez ogona) 48–80 mm, długość ogona 39–72 mm, długość ucha 8–10 mm, długość tylnej stopy 12–16 mm; masa ciała 4–11 g. Jest jednym z najmniejszych gryzoni, z długim, nieowłosionym i chwytnym ogonem. Jej ubarwienie jest żółtawe do rdzawobrunatnego, zawsze z białym brzuchem.

## Ekologia
Zamieszkuje wilgotne łąki, o wysokiej trawie. Jest aktywna za dnia. Żywi się nasionami i owadami.
Buduje kuliste gniazda na łodygach, na wysokości 20 do 100 cm od ziemi. Jest aktywna w dzień i w nocy. Żywi się nasionami traw i ziół, pąkami i pędami roślin, jagodami, owadami oraz ziarnami. Jej okres godowy trwa od kwietnia do września, a na rok przypada od 2 do 4 miotów, po 4 do 7 młodych. Gniazda zakłada wśród łąk i pól, lubi tereny wilgotne. Ciąża samicy trwa 21 dni. Po urodzeniu młode są ślepe, otwierają oczy po 8 do 10 dniach i pozostają z matką przez dwa tygodnie, potem stają się samodzielne. W wieku pięciu tygodni są dojrzałe płciowo.

## Status zagrożenia i ochrona
W Czerwonej księdze gatunków zagrożonych Międzynarodowej Unii Ochrony Przyrody i Jej Zasobów został zaliczony do kategorii LC (ang. Least Concern „najmniejszej troski”). W Polsce od 2011 r. objęta jest częściową ochroną gatunkową.